# مسیر معمولی

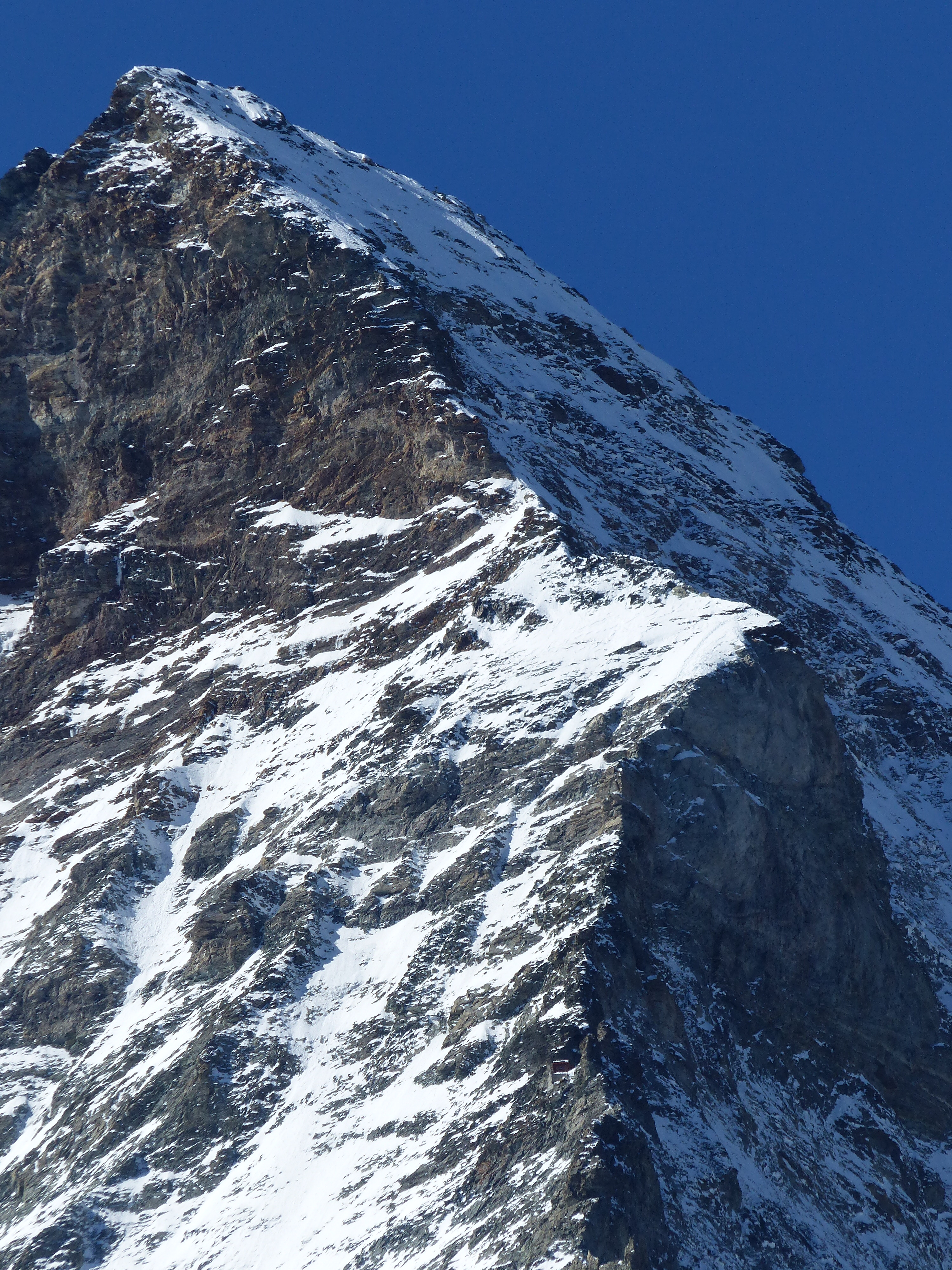
اگرچه به خودی خود یک مسیر کوهنوردی جدی کوهنوردی است، خط الراس هورنلی (1220 متر، بعد از میلاد III) ماترهورن "صدای عادی" است که اکثر کوهنوردان برای رسیدن به قله از آن استفاده می کنند.

یک مسیر معمولی یا یک راه معمولی ( فرانسوی: voie normale‎  ; آلمانی: Normalweg   ) پرکاربردترین مسیر برای صعود و فرود از قله کوه است. معمولاً ساده ترین و سرراست ترین مسیر است.   نام‌های عمومی دیگر شامل مسیر توریستی یا نام‌های خاص‌تر مانند «مسیر یاک» در کوه اورست است. 